# Theater in Burkina Faso
Das Theater in Burkina Faso (ehemals Obervolta) verbindet traditionelle burkinische Performance-Kunst mit kolonialistischen Einflüssen und dem postkolonialistischen Bestreben der Bildung der Landbevölkerung im Sinne eines eigenständigen nationalen Theaters. Traditionelle Elemente finden sich beispielsweise in der Abbildung ritueller Zeremonien, wie Maskentänzen, wieder. Die Formen und Eigenarten des westlichen Theaters, insbesondere des französischen, verbreiteten sich im Zuge der Kolonialzeit.

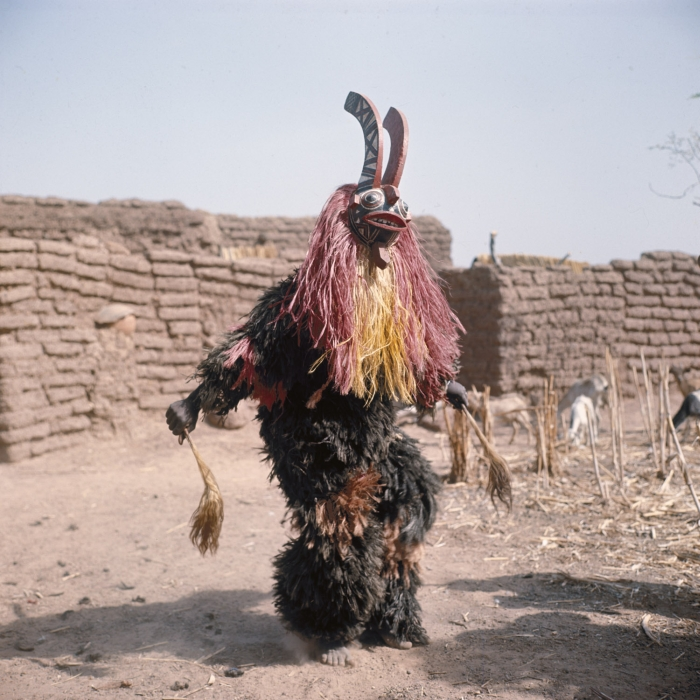
Ein burkinischer Maskentänzer

In der präkolonialen Zeit waren performative Rituale Teil des Alltags aller ethnischer Gruppen auf dem Gebiet des heutigen Burkina Faso. Obgleich diese Rituale sich von Gruppe zu Gruppe unterschieden, waren Tanz und besonders die Verwendung von Masken fast immer Bestandteil derselben. Die Bwaba und Nuna nutzten beispielsweise Masken, welche die Gesichter von Geistern und Gottheiten abbilden sollten, zu rituellen Tänzen, der Abhaltung von Märkten, bei Beerdigungen und zu Initiationsritualen, um eine spirituelle Verbindung zu diesen herzustellen. Die Daagare spielten zu Beerdigungen sogar einprägsame Szenen aus dem Leben der Gestorbenen nach. Diese vornehmlich religiösen Traditionen und Rituale nehmen zwar in der heutigen burkinischen Gesellschaft eine zunehmend schwindende Rolle ein, haben aber dennoch einen bedeutenden Einfluss auf das moderne burkinische Theater.

## Theater in der französischen Kolonialzeit
Französisch Obervolta, eine Kolonie in Französisch-Westafrika, wurde am 1. März 1919 eingerichtet. 1958 wurde es zur Republik Obervolta und erlangte 1960 die Unabhängigkeit von Frankreich. Während der Kolonialzeit entwickelte sich kein eigenständiges nationales Theater, denn burkinische Theatergruppen mischten sich vornehmlich unter die restlichen Gruppen des frankophonen Westafrika. In den 1930er und 1940er Jahren lernten burkinische Theaterstudenten an der École normale William Ponty in Dakar, wo  sie vor allem den Einflüssen des zeitgenössischen westlichen Theaters ausgesetzt waren.
Mit der Ernennung Bernard Cornut-Gentilles als Generalgouverneur Französisch-Westafrikas entschied man neue kulturelle Zentren in den Großstädten entstehen zu lassen und begann Theaterfestivals zu veranstalten. In den Jahren 1955 und 1957 gelangte die Theatergruppe des Kulturzentrums Banfora zu größerer Bekanntheit für ihre Auftritte bei solchen Wettbewerbsveranstaltungen. Durch den Einfluss der Franzosen verbreiteten sich die Formen des westlichen Theater in fast ganz Westafrika. Sogar die christliche Kirche, die sich zuvor aus religiösen Gründen aus den Vorhaben herausgehalten hatte, begann eigene Theatergruppen zu gründen, welche zur Verbreitung der Schrift und liturgischen Praxis beitragen sollten.

## Nach der Unabhängigkeit
Seit 1971 entwickelte sich dann eigenständiges Theater in Burkina Faso unter der Zuständigkeit eines von der Regierung eigens eingerichteten Direktorats für Kultur. Dieses organisierte jährlich die „semaines de la jeunesse“ (Wochen der Jugend). Dieses Festival war maßgeblich an der Theaterentwicklung in den ländlichen Regionen beteiligt. Seit 1983 wurde die Woche der Jugend durch die Woche der nationalen Kultur Burkina Fasos abgelöst, welche im Wechsel mit dem FESPACO-Filmfestival alle zwei Jahre stattfindet.
Das Vorhaben, die Landbevölkerung zu bilden, mündete in der Konzeption eines „sozialen Theaters“. Im Jahr 1978 gründete Prosper Kampaoré das Atelier-Théâtre Burkinabè (ATB), eine Theatergruppe, welche sich auf die Bildungswirksamkeit ihrer Aufführungen konzentrierte. Das ATB war dabei teilweise durch das Theater der Unterdrückten des brasilianischen Regisseurs Augusto Boal inspiriert. 1989 war Burkina Faso Ausrichter der FrancoForum Theaterkonferenz.
In den 1990er Jahren profitierte die Theaterindustrie von der Eröffnung zweier weiterer Bildungsinstitute. Der Dramatiker Jean-Pierre Guingané gründete nämlich die UNEDO (Union des ensembles dramatiques de Ouagadougou) zur Ausbildung von Schauspielern. Weiterhin öffnete Prosper Kampaoré 1999 ein Trainingszentrum, das gleichfalls auch zur Ausbildung von Theaterautoren und Regisseuren gedacht ist.